# Warmingia buchtienii
Warmingia buchtienii là một loài thực vật có hoa trong họ Lan. Loài này được (Schltr.) Schltr. ex Garay & Christenson miêu tả khoa học đầu tiên năm 1996.